# Pete Goegan
Pete Goegan (Ontario, Fort William, 1934. március 6. – 2008. október 8.) kanadai profi jégkorongozó.

## Életpályája
Felnőtt pályafutását az AHL-es Cleveland Baronsban kezdte 1956–1957-ben. A következő szezont is itt töltötte, majd felhívták az NHL-be a Detroit Red Wingsbe. 1958–1959-ben már 67 mérkőzést játszott a detroiti gárdában. 1959–1960-ban lekerült a WHL-es Edmonton Flyersbe, ahol 40 mérkőzést játszott de újabb 21 mérkőzésen léphetett jégre a Red Wingsben. 1961–1962-ben az AHL-es Springfield Indians hét mérkőzésnyi időt töltött el és 39-et a Red Wingsben. A szezon végén igazolt a New York Rangersbe, ahol hét mérkőzést játszott. A következő szezonban ismét a Detroit Red Wings játékosa volt. 1967-ig - felváltva -  hol az AHL-es Pittsburgh Hornetsben, hol a Red Wingsben játszott. 1967–1968-ban az akkor WHL-es Phoenix Roadrunnersben kezdte a szezont és a Minnesota North Starsban fejezte be. 1968–1969-ben a WHL-es Denver Spursben és az AHL-es Baltimore Clippersben szerepelt. Ezután visszavonult.

## Díjai
- Calder-kupa: 1957, 1962, 1967